# Dario Đumić
Dario Đumić (ur. 30 stycznia 1992 w Sarajewie) – bośniacki piłkarz grający na pozycji środkowego obrońcy. Od 2023 roku jest zawodnikiem klubu CD Eldense.

## Kariera piłkarska
Swoją karierę piłkarską Đumić rozpoczął w Danii w takich klubach jak Himmelev-Veddelev i Hvidovre IF. W 2008 roku wyjechał do Anglii i podjął treningi w klubie Norwich City. W 2009 roku awansował do pierwszej drużyny, jednak nie zadebiutował w niej. W 2010 roku wrócił do Danii i został zawodnikiem Brøndby IF. 23 lipca 2011 zaliczył w nim debiut w duńskiej ekstraklasie w wygranym 1:0 wyjazdowym meczu z Silkeborgiem. Piłkarzem Brøndby był do stycznia 2016.
W styczniu 2016 Đumić przeszedł do holenderskiego NEC Nijmegen. W Eredivisie zadebiutował 22 stycznia 2016 w zremisowanym 0:0 wyjazdowym meczu z FC Groningen. W sezonie 2016/2017 spadł z NEC do Eerste divisie.
Latem 2017 roku Đumić został zawodnikiem FC Utrecht. W Utrechcie swój debiut zaliczył 27 sierpnia 2017 w przegranym 1:2 wyjazdowym meczu z FC Groningen.
| Sezon   | Klub         | Kraj     | Rozgrywki   | Mecze | Gole |
| ------- | ------------ | -------- | ----------- | ----- | ---- |
| 2009/10 | Norwich City | Anglia   | League One  | 0     | 0    |
| 2009/10 | Brøndby IF   | Dania    | Superligaen | 0     | 0    |
| 2010/11 | Brøndby IF   | Dania    | Superligaen | 0     | 0    |
| 2011/12 | Brøndby IF   | Dania    | Superligaen | 14    | 1    |
| 2012/13 | Brøndby IF   | Dania    | Superligaen | 21    | 1    |
| 2013/14 | Brøndby IF   | Dania    | Superligaen | 24    | 0    |
| 2014/15 | Brøndby IF   | Dania    | Superligaen | 26    | 0    |
| 2015/16 | Brøndby IF   | Dania    | Superligaen | 7     | 1    |
| 2015/16 | NEC Nijmegen | Holandia | Eredivisie  | 16    | 1    |
| 2016/17 | NEC Nijmegen | Holandia | Eredivisie  | 34    | 4    |
| 2017/18 | FC Utrecht   | Holandia | Eredivisie  |       |      |

## Kariera reprezentacyjna
Đumić grał w młodzieżowych reprezentacjach Danii na różnych szczeblach wiekowych. Ostatecznie zdecydował się reprezentować Bośnię i Hercegowinę. 28 marca 2017 roku zadebiutował w reprezentacji Bośni i Hercegowiny w wygranym 2:1 towarzyskim meczu z Albanią, rozegranym w Elbasanie.